# Saint-Julien-du-Puy
Saint-Julien-du-Puy är en kommun i departementet Tarn i regionen Occitanien i södra Frankrike. Kommunen ligger i kantonen Lautrec som tillhör arrondissementet Castres. År 2022 hade Saint-Julien-du-Puy 446 invånare.

## Befolkningsutveckling
Antalet invånare i kommunen Saint-Julien-du-Puy
| Referens: INSEE |